# Pippa Passes, Kentucky
Pippa Passes, Kentucky (енгл. Pippa Passes) град је у америчкој савезној држави Кентаки.

## Демографија
По попису из 2010. године број становника је 533, што је 236 (79,5%) становника више него 2000. године.
| Група             | 2000.       | 2010.       |
| Белци             | 289 (97,3%) | 516 (96,8%) |
| Афроамериканци    | 1 (0,3%)    | 7 (1,3%)    |
| Азијати           | 5 (1,7%)    | 3 (0,6%)    |
| Хиспаноамериканци | 0 (0,0%)    | 4 (0,8%)    |
| Укупно            | 297         | 533         |